# 迪氏盤唇鱨
迪氏盤唇鱨，為輻鰭魚綱鯰形目倒立鯰科的其中一種，分布於非洲喀麥隆Mungo和Cross河流域，被IUCN列為次級保育類動物，體長可達3.5公分。

## 扩展阅读
維基物種上的相關：迪氏盤唇鱨